# Penilpidia pacifica
Penilpidia pacifica is een zeekomkommer uit de familie Elpidiidae.
De wetenschappelijke naam van de soort werd in 1988 gepubliceerd door A.V. Gebruk.